# 기군상
기군상(紀君祥, 생몰년 미상)은 원대(元代) 잡극 작가이다. 천상(天祥)이라고도 한다. 그는 대도(大都) 사람이며 생몰년을 정확히 알 수 없다. 그러나 일부 연구자들은 ≪녹귀부(錄鬼簿)≫에 기군상이 13세기 후반 원 세조(世祖) 지원(至元) 연간(1264∼1294)에 활동했던 정정옥(鄭廷玉)·이수경(李壽卿) 등과 동시대인으로 기록되어 있는 것을 근거로, 원대 세조 때 사람으로 추정하기도 한다. 그의 작품은 잡극 ＜여피기(驢皮記)＞, ＜판차선(販茶船)＞, ＜송음몽(松陰夢)＞, ＜조씨 고아(趙氏孤兒)＞, ＜한퇴지(韓退之)＞, ＜조백명착감장(曹伯明錯勘贓)＞ 6 종이며, 현재 ＜조씨 고아＞ 완정본과 ＜송음몽＞ 곡사(曲詞) 1절(折)만이 남아 있다.